# Конвой (фильм, 2012)
Конвой — фильм режиссёра Алексея Мизгирёва, снятый в 2012 году. Мировая премьера состоялась на 62-м Берлинском кинофестивале в рамках внеконкурсной программы «Панорама». На съёмки фильма ушло два месяца. Они проходили на территории ВВЦ, в усадьбе Покровское-Стрешнево, в помещениях заводов ЗИЛ и «Серп и Молот», а также в тоннеле в Северном Чертанове и в супермаркете.
«Конвой» — размышления о ценности поступка, о понятиях доброго и недоброго человека. И переоценка этих понятий. Можно ли одному измениться в соприкосновении со страданиями другого? Вот про что эта картина.Алексей Мизгирёв, автор сценария и режиссёр

## Сюжет
Армейский капитан (Игнат) страдает от видений и мигрени, при этом он не чувствует физической боли. После смерти дочери, капитана преследуют душевные страдания и галлюцинации. Он страдает от угрызений совести, считая себя виновным в её смерти, и вместе с тем ни перед кем не желает ни оправдываться, ни извиняться, о чём повторяет при каждом удобном случае. Однажды капитан участвует в кровавой драке с уличными бандитами. Игнату грозит уголовная статья. Чтобы «пересидеть телегу без приключений», начальство отправляет его в командировку вместе с сержантом-контрактником для поиска и конвоирования в часть двух дезертиров, укравших деньги. Один из дезертиров убивает милиционера и совершает самоубийство. Разыскав второго дезертира, Игнат конвоирует его к месту назначения, однако на вокзале вследствие приступа мигрени капитан теряет сознание. Воспользовавшись этим, сержант похищает деньги, изъятые у дезертира, и скрывается. Игнат с подопечным застревает в Москве, чтобы попытаться вернуть пропавшие деньги (19 тысяч рублей) и смягчить приговор второму беглецу (Артёму), который оказывается невиновен. Последний не использует возможности бежать и остаётся с капитаном до конца.

## В ролях
- Олег Васильков — Игнат
- Азамат Нигманов — Артём
- Дмитрий Куличков — сержант
- Даниэла Стоянович — жена Игната
- Евгений Антропов — Тимоха

## Награды и номинации
- Открытый российский кинофестиваль «Кинотавр»:
  - приз за лучшую мужскую роль (2012) — Азамат Нигманов,
  - приз им. М. Таривердиева «За лучшую музыку к фильму» — Александр Маноцков.
- Фестиваль «Сахалинский экран» (Южно-Сахалинск)[3]:
  - Гран-при фестиваля,
  - приз за лучшую мужскую роль — Олег Васильков,
  - приз за лучшую режиссуру — Алексею Мизгирёву.
- VIII Международный кинофестиваль «Евразия» (Алматы, Казахстан)[4]:
  - Приз жюри Международной федерации кинематографической прессы (ФИПРЕССИ) — фильму «Конвой»;
  - Приз за лучшую мужскую роль — Азамат Нигманов.
- II Севастопольский международный кинофестиваль — Приз за лучшую актёрскую работу — Олегу Василькову и Азамату Нигманову, фильм «Конвой»[5].

## Критика
Журнал «Профиль» о фильме:
Как и в «Кремне», он живописует страшные нравы русских силовиков и уголовников. Как и в «Бубне, барабане», потрясает духовная опустошенность всех без исключения героев. Замес «чернухи» столь густ и вязок, что в какой-то момент понимаешь: тебя, как и психованного героя-капитана, ищущего дезертиров, водят за нос, а это все фантасмагория а-ля Тарантино, только без малейших признаков юмора.